# 赤穂藩

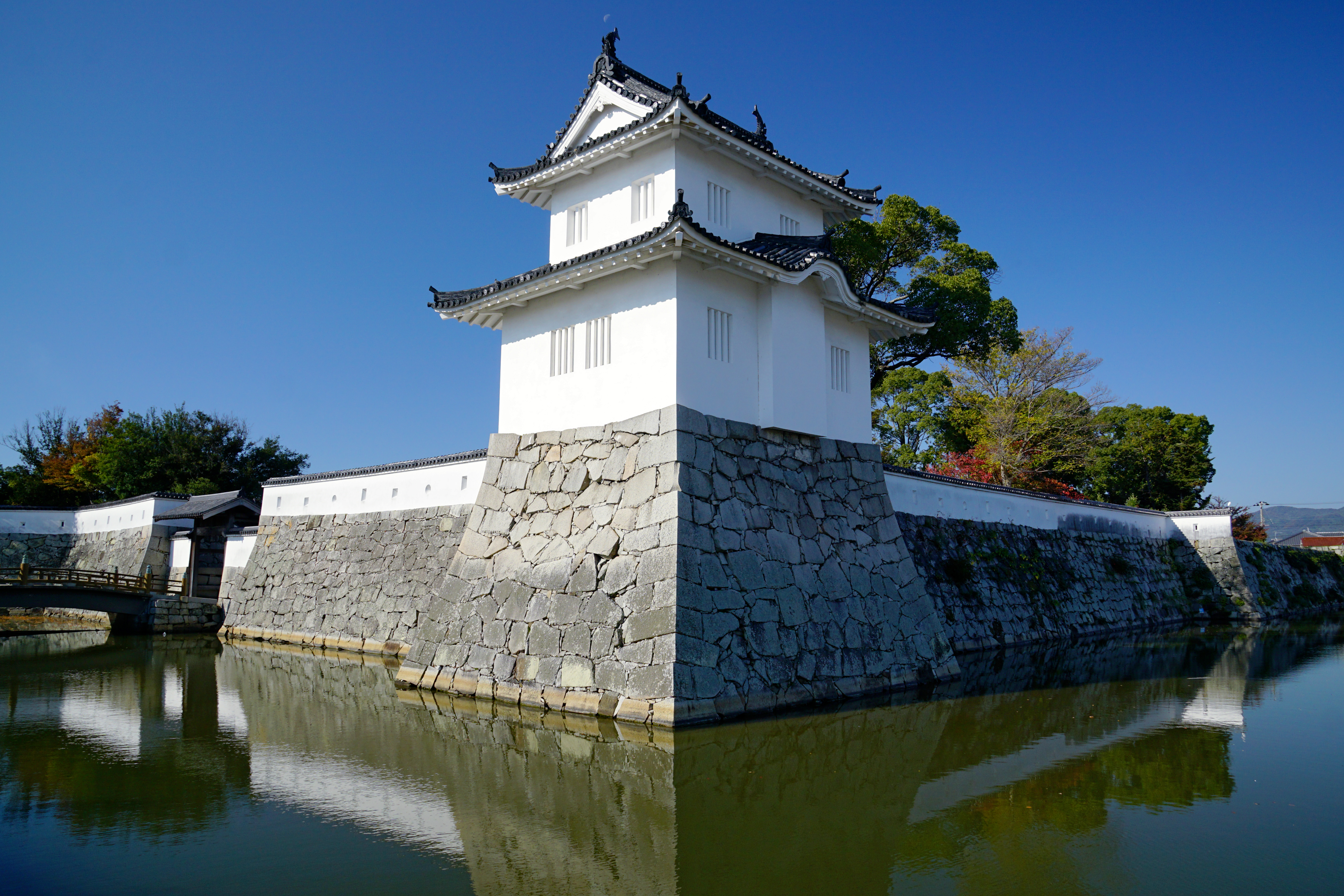
赤穂城 高麗門二層櫓

赤穂藩（あこうはん）は、播磨国赤穂郡（兵庫県赤穂市、相生市、上郡町）周辺を領有した藩。藩庁は同郡加里屋の赤穂城。
「元禄赤穂事件」（忠臣蔵）の浅野家（岡山県にも血族が居る）が治めた藩として有名だが、最も長く在封したのはその後に移封されてきた森家である。なお、武鑑では元禄以前は藩主居城を「播州加里屋」「播州かりや」「播州之内苅屋」と表記するものもあった。

## 前史（赤穂藩以前）
戦国時代は赤松（播磨守護）・浦上（備前守護代）・宇喜多氏らが赤穂郡も領したが、いずれも他郡からの間接統治であった。赤穂（加里屋）に入部して直接統治したのは生駒親正が初であり、石高は桃山・江戸期を通じ最大の6万石であった。
文禄4年（1595年）に生駒氏は讃岐国12万6千200石に転封となり、赤穂は再び宇喜多秀家による間接統治に戻る。宇喜多氏は関ヶ原での実質的な西軍の現地指揮官となり、戦後に改易のうえ流罪となった。
関ヶ原で東軍に属した池田輝政は大幅な加増を受け、播磨一国の国守となる。赤穂郡代として垂水半左衛門勝重が統治、慶長19年（1614年）には熊見川（現・千種川）を利用した上水道の敷設が着工される。

## 略史

### 池田家の時代
輝政の五男・政綱は元和元年（1615年）、兄である忠継の死により岡山藩を相続した忠雄より、母・良正院の遺領分のうち3万5000石を分知され、ここに赤穂藩が立藩した。寛永8年（1631年）、政綱は嗣子なく没し、同国佐用郡平福藩で2万5000石を領していた弟の輝興に相続が認められた。しかし、輝興は正保2年（1645年）、突然発狂して正室や侍女数人を斬殺し、本家である岡山藩主池田光政の預かりとなり、改易となった（「正保赤穂事件」）。

### 浅野家の時代
同年、代わって常陸国笠間藩より浅野長直が5万3000石で入部した。国替えは、笠間城を無断修復した事をとがめられたためとする説がある。実際、浅野家が建てた藩庁を含む広大な笠間城の屋敷は取り壊されている。
長直は石高にそぐわない宏壮な赤穂城を旧城の南に13年かけて築城し、さらに城下町も造営した。転封と工事により財政は悪化した。池田家の代より始まっていた塩田開発を奨励し整備を行い、塩を赤穂の特産品とした。以後、塩は赤穂の特産として藩財政を支えて行くこととなる（当時は通称「赤穂塩」と呼ばれていた。現在の現地遺跡の発掘により、その起源は、弥生時代にまで遡るとする研究結果もある）。
慶安3年（1650年）、浅野家お預かりの大久保数馬・水谷山三郎の両名、喧嘩して双方絶命した。長直は江戸へ注進して検使が派遣され、死骸取捨の奉書（松平信綱・阿部重次連署）が発給された（慶安赤穂事件）。
寛文11年（1671年）、第2代藩主・長友は義兄・義弟に分知し、石高は5万石となった。
第3代藩主・長矩は天和2年（1682年）に幕府より朝鮮通信使饗応役に選ばれ、来日した通信使の伊趾寛（通政大夫）らを8月9日に伊豆三島（現静岡県三島市）にて饗応した。長矩治世では二度の血縁親族による刃傷事件があり（内藤忠勝と稲葉正休）、老中から赤穂藩主も謹慎を命じられている。
元禄14年（1701年）、長矩（内匠頭）も江戸城中で高家旗本・吉良義央に斬りつける刃傷事件を起こし、長矩は切腹、浅野家は改易となった。長矩切腹を聞いた江戸の町人や浪人が、赤穂藩邸に忍び込んだり押し入り暴れる者が続出し、人数は四、五十人にも及んだ。大垣藩や浅野本家の広島藩から警護のものが派遣されている。堀部武庸も暴徒の撃退に協力し、金品強奪や破壊から藩邸を守った（『堀部武庸日記』。書簡にも同様の内容がある）。
残務処理で、藩札の残額が九百貫（約2万両、元禄改鋳により銀相場上昇）あり、家老の大石良雄らが、債権者による混乱の対処に奮闘した（取り潰される藩のものとしては、額面の6割という高い率の銀正貨で回収している）。
広島藩の「浅野家文書」では赤穂藩の藩札回収に広島本家と三次藩からの多額の援助が記され、赤穂藩の断絶後に浅野本家は鴻池家からの借財が桁違いに増加している。一方、岡山藩の記録では赤穂の「札之高都合三千貫目程之由」と三倍以上有ったと書かれ、赤穂藩札を持つ備前商人が（赤穂藩としては、基本的には他領での流通を制限した事になっているが、実際には藩外にも流出した）「四分六分」の換金率（額面の4割）だと言われて赤穂城下で喧嘩同然の騒ぎとなり、換金してもらえなかった為に、仕方なく池田家で肩代わりしたと記される。
藩札・債務処理後の残金を藩士に分配したが、生活資金としては満足できる額には程遠く、のちに赤穂義士が生活苦を綴った書簡や日記が現存する。
そして元禄15年（1702年）に家臣による吉良邸討ち入りが起こった（元禄赤穂事件）。連座した長矩の弟・浅野長広は赤穂新田3000石の所領もいったん召し上げられたが、宝永7年（1710年）に安房国朝夷郡・平郡500石に移され、減封となったが旗本に復した。長広の跡は嫡男の長純が家督を受け継ぎ、長直系浅野家は、安房国で続くことになる。
浅野家改易から永井氏の入部までの期間は、龍野藩の脇坂氏が赤穂城を預かり、石原正氏と岡田俊陳が代官として赤穂を統治している。

### 永井家および森家の時代
刃傷事件のあった元禄14年（1701年）に、代わって下野国烏山藩より永井直敬が3万2000石で入部する。しかし、5年後の宝永3年（1706年）には信濃国飯山藩へ転封となっている。
同年、備中国西江原藩より森長直が2万石で入部、廃藩置県までの12代165年間、赤穂藩主としては最も長く在封した。森家赤穂藩士の格式（席）は、藩主に御目見が許される士分（給人格）と徒士、御目見が出来ない下代（足軽・中間など）の大きく３つに分けられた。下代の多くは苗字を名乗れなかった。森家赤穂藩には大石氏（広島藩・浅野本家の大三郎系が絶家ののち、大石信清系が大石宗家の扱いで花岳寺にて大石氏の祭祀を継承している）など旧浅野家臣もみられる。
永井・森の両家は旧・浅野家臣の住居の多くを使用せず破却している。「安永播州赤穂城下図」（1777年）では享保14年（1729年）に全焼した三の丸の大石良雄邸ほか、かつて城下にあった赤穂義士邸も茶色く塗りつぶされている。一方、永井家では町屋の各屋敷主名と同居人詳細の調査がされ、森家では町屋を侍屋敷にしたり、西惣門周囲を田地に、大蓮寺西側を畑地にするなど土地の有効活用が見られる。
赤穂藩森家では朱子学を藩学とし、安永6年（1777年）、博文館という藩校が建てられ赤松蘭室らが教授を務めた。朱子学に批判的な古学・国学・蘭学は排斥された、そのため佐幕・保守派の台頭を招く。
幕末の安政4年（1857年）に佐幕派の一門・森主税（可彝）が家老になった。文久2年（1862年）8月、尊皇攘夷論に傾斜を強めていた西川升吉（志士号は泰法）は京で、長州の久坂玄瑞・薩摩の海江田信義らと交流、帰藩して国事斡旋方に就く。同年12月9日に中下級武士を集め総勢13名で、森主税を赤穂城の門前にて斬殺した。藩儒（朱子学教授）・村上真輔（天谷）も用人屋敷で殺害。その次男で昌平黌系の朱子学者・河原翠城は大坂より急ぎ帰国したものの襲撃者が待ち構えており、観念して福泉寺で自害した。森主税家および村上家は断絶となった。13人は西川など7人が刑死または捕縛前に同士討ちで死亡、6人が高野山にある藩祖の墓守とされた。（「文久赤穂事件」）
1869年（明治2年）の版籍奉還で藩主森忠儀が知藩事に就任。1871年（明治4年）、廃藩置県により赤穂県となり、その後、姫路県・飾磨県を経て兵庫県に編入された。森家は1869年（明治2年）の版籍奉還とともに華族に列し、1884年（明治17年）には華族令の施行とともに子爵を授爵した。

## 歴代藩主

### 池田家
外様 3万5千石 （1615年 - 1645年）
1. 政綱
2. 輝興

### 浅野家
外様 5万3千500石→5万石（1645年 - 1701年）
1. 長直
2. 長友 分知により5万石
3. 長矩

- 浅野（長直系）家は長矩の実弟である長広が、安房国朝夷郡・平郡に500石を与えられ継承。赤穂新田3000石から減封のうえ、播磨からも移封ではあるが、旗本として浅野大学家（長広系）は続くことになった[26][27]。その後、長栄で男系は絶え、長楽の代で断絶した[28]。

### 永井家
譜代 3万2千石 （1701年 - 1706年）
1. 直敬

### 森家
外様 2万石 （1706年 - 1871年）
1. 長直
2. 長孝
3. 長生
4. 政房
5. 忠洪
6. 忠興
7. 忠賛
8. 忠哲
9. 忠敬
10. （忠貫）
11. 忠徳
12. 忠典
13. 忠儀

- 忠貫については、「森家譜」においてその記述が見られる。それによると、忠貫は在職3年で死去し、藩の策謀により弟の忠徳が身代わりとして擁立されたというものである。

森子爵家（1873年  - 1945年 ）　
1. 忠恕
2. 可久

赤穂森家（1945年  - ）　
1. 可展
2. 可威

- 森家は臨済宗に改宗したが、現当主の森可展は21世紀になっても、赤穂市花岳寺での法要や上仮屋南の鶴の丸公園での行事に参加している[29]。

## 西江原藩
西江原藩（にしえばらはん）は、江戸中期の10年間存在した藩。元禄10年（1697年）森成利（蘭丸）の弟・忠政の家系で美作国津山藩主・森家の断絶にともない、津山藩2代藩主であった隠居中の長継が2万石で立藩した。
備中国後月郡西江原（現・岡山県井原市）周辺を領有し、西江原に陣屋が置かれた。宝永3年（1706年）2代・長直のとき、赤穂藩に転封し廃藩となった。

### 歴代西江原藩主
森家
外様　2万石
1. 長継
2. 長直

## 幕末の領地
- 播磨国
  - 赤穂郡のうち - 42村

## 支藩・分家
- 若狭野浅野家（赤穂郡相生村） - 浅野家赤穂藩（長友の分知）の分家旗本
- 家原浅野家（加東郡家原） - 同
- 浅野大学家 - 浅野家赤穂藩（長矩の分知）の分家旗本（赤穂新田3千石）
- 三日月藩 - 森家赤穂藩の支藩

## 藩邸
- 池田家赤穂藩の藩邸（上屋敷）は愛宕下（現在の新橋）。
- 浅野家赤穂藩の藩邸（上屋敷）は鉄砲洲（現在の明石町）。対岸に石川島の人足寄場と佃島があった[30]。
  - 1701年（元禄14年）3月17日に幕府に収公され小浜藩に与えられたが、酒井忠囿はこれを嫌い矢来町にあった元の藩邸に復した。その後は火災が続いた為（明治に創立の聖ルカ基督教看護学校[31]に被災者の供養樹（松並木）がある）、大名屋敷としては使用されず町人地および農民地となった[32]（牛の牧場もあり、芥川龍之介も近郊で生まれている[33]）。
- 永井家赤穂藩の藩邸（上屋敷）は北神田（現在の浜町）。転出後の岩槻藩や加納藩でも同地が使用されている[34]。
- 森家赤穂藩の藩邸（上屋敷）は芝（現在の浜松町）。対岸に天領である韮山同心の鍛錬場[35]。
- 京都屋敷は無い[36]。

## 菩提寺
- 江戸での菩提寺は池田家が東禅寺（臨済宗）、浅野家が泉岳寺（曹洞宗）、永井家が功運寺[37]、森家が瑠璃光寺または祥雲寺（臨済宗）。
- 池田家は赤穂での菩提寺に盛岩寺（臨済宗）[38]、浅野家は花岳寺（曹洞宗）を使用した。永井家は赤穂藩主が短期であり菩提寺は弥勒寺（岩槻）。
- 森長直も花岳寺を菩提寺としたが、次代の森長孝の時に臨済宗に改宗している[39]。 
  - 池田輝興は岡山、永井直敬は岩槻にて死去したため、赤穂に池田家と永井家の墓は無い（池田氏は赤穂にあった盛岩寺も備前片上に移している）[40]。

## 財政
赤穂藩の財政は非常に厳しかった。
浅野時代では、米成に卑穀（稗粟など）を加えた実高7万8千石（下記参照）のうち4万6千石が年貢物成、半分が家臣分（藩士548人のうち知行取は261人）のため藩の歳入は2万3千石（為替で銀に換えると単純計算で四百貫の年収）。これに対し、長矩改易時点の藩札発行残が九百貫に達している。藩域が狭小となった永井・森時代にも財政赤字は解消されなかった。
- 『土芥寇讎記』によると浅野家統治時代は、米成の五万石のほか諸雑成[42]が二万八千石あり、年貢は平均で「六公四民」であったと記される[43]（上田一石につき年貢七斗二升から、下々田一石につき年貢五斗五升まで）。諸雑成のうち畑の作物については「七公三民」[44]。他に工商にも課税、千種川を運行する船や木材・薪からも徴収されている。上大工に年三匁（下大工は二匁）を課し、船を持つ商人には帆一反につき銀一匁、船頭には荷駄代金の一割を徴収した。
  - 脇坂氏（赤穂城預かり）でも赤穂城にて在番していた重臣（脇坂左次兵衛）が突如、乱心して同僚を斬り殺す『脇坂赤穂事件』[45]が起き、このため赤穂藩浅野家の多くの治世資料が散逸、もしくは龍野に持ち去られており[46]、公儀（上記「土芥寇讎記」のほか「諫懲後正」など）・宗家（広島藩）・隣国（岡山藩）の資料しか残っていない（本記事の第一項もそれらの数値を引用）。
- 塩田については、浅野家時代は浜人（製塩業者）に銀子を貸し付け、藩は毎年その運上銀から利子を回収していた。ところが、長矩切腹を知ると浜人は元金を含めその大半を踏み倒している。（瑤泉院の化粧料（持参金）二千両も貸し付けていたが、六百九十両のみ回収した記録が残る[47]）
  - 元禄期には塩田の一割以上が荒浜化したため、浅野家では浜奉行（役料十石）・牧野太兵衛らを置き浜人の逃亡を取り締まった。それでも赤穂から人材と技術の流出は止まらなかった。周防の吉川家においては「元禄八年、赤穂浪人十数人来りて塩田工事を援け、故に総じて赤穂に模倣せるものの如し」と記されている[48]。
- 森家家臣団は、86人が知行取で[49]知行700石の家老が5人、知行取の石高計は1万2千石を超え藩政は困窮しており、時代を追うごとに悪化の一途を辿った。第5代藩主・忠洪は財政改革を断行。藩主自ら質素倹約を行い、貯蓄を奨励した。更に塩田開発や蝋燭の原料となる櫨の植林等殖産興業にも努めた。しかし、財政の再建はままならなかった。第10代藩主・忠徳は文化6年（1809年）、遂に塩を専売制とした。1850年には借財が28万両に達した[50]。
  - 森家時代には塩田開発が飛躍的に向上し、約二百町歩の塩田面積があり、塩一石＝80匁として年1万6千貫の生産高に達した。これは浅野時代の約10倍にも及ぶ[51]。それでもなお藩財政を潤すには至らなかった。